# The Walking Dead (4.ª temporada)
A quarta temporada de The Walking Dead, uma série de televisão norte-americana de terror pós-apocalíptico exibida pela AMC, estreou em 13 de outubro de 2013 e terminou em 30 de março de 2014, consistindo em 16 episódios. Desenvolvida para televisão por Frank Darabont, a série é baseada na série homônima de histórias em quadrinhos criada por Robert Kirkman, Tony Moore e Charlie Adlard. Foi produzida por Kirkman, David Alpert, Scott M. Gimple, Greg Nicotero, Tom Luse e Gale Anne Hurd, com Gimple assumindo o papel de showrunner após a saída de Glen Mazzara da série. A quarta temporada foi bem recebida pelos críticos, sendo indicada para múltiplos prêmios e conquistando três deles, incluindo Melhor Série de Televisão Sindicada/Cabo pelo segundo ano consecutivo, no 40º Saturn Awards.
Esta temporada adapta o material das edições 40–61 da série de quadrinhos e introduz personagens notáveis dos quadrinhos, incluindo Bob Stookey (Lawrence Gilliard Jr.), Sgt. Abraham Ford (Michael Cudlitz), Dr. Eugene Porter (Josh McDermitt) e Rosita Espinosa (Christian Serratos), assim como a Família Chambler, uma versão modificada da Família Chalmers de um romance relacionado, The Walking Dead: Rise of the Governor.
A temporada continua a história de Rick Grimes (Andrew Lincoln) e seu grupo de sobreviventes enquanto eles lutam para sobreviver em um mundo pós-apocalíptico invadido por zumbis devoradores de carne, chamados de "walkers". Ambientada vários meses após o ataque à prisão pel'O Governador (David Morrissey) e seu exército, Rick renunciou à sua liderança para viver uma vida tranquila e mais pacífica, em contraste com sua natureza fria na temporada anterior. Lutando para manter sua humanidade, Rick e seus colegas sobreviventes enfrentam desafios ao tentarem manter uma vida quase ideal na prisão. No entanto, novas ameaças surgem de dentro e fora do local, incluindo uma letal cepa de gripe e o retorno do vingativo Governador.

## Elenco e personagens

### Elenco principal
A quarta temporada apresenta treze regulares, com nove atores recebendo créditos iniciais, enquanto outros quatro são creditados como "Também estrelando". Melissa McBride e Scott Wilson, que interpretam Carol Peletier e Hershel Greene, respectivamente, foram adicionados na sequência de abertura após serem anteriormente creditados como "Também estrelando". David Morrissey, que interpreta O Governador, não é creditado como parte do elenco principal até sua reaparição no episódio "Live Bait". Creditados como "Também estrelando" estão Emily Kinney (Beth Greene), Chad L. Coleman (Tyreese Williams), e Sonequa Martin-Green (Sasha Williams), que foram promovidos de status recorrente, e Lawrence Gilliard Jr., que se junta ao elenco principal como Bob Stookey. Wilson e Morrissey foram ambos removidos dos créditos de abertura e do elenco principal após o episódio "After". No entanto, Wilson foi re-adicionado aos créditos de abertura e como protagonista no final da temporada, "A".

#### Estrelando
- Andrew Lincoln como Rick Grimes, o protagonista da série, pai de Carl e Judith, e ex-vice-xerife, que recentemente abdicou de sua liderança sobre o grupo de sobreviventes por estar desgostoso com suas ações anteriores como líder.
- Norman Reedus como Daryl Dixon, um sulista anti-herói de estilo redneck, que também é o principal caçador do grupo e possui um forte vínculo com Carol, e mais tarde forma um vínculo com Beth.
- Steven Yeun como Glenn Rhee, um ex-entregador de pizza casado com Maggie Greene, que amadureceu ao longo da série.
- Lauren Cohan como Maggie Greene, filha mais velha de Hershel, meia-irmã de Beth e esposa de Glenn, uma lutadora determinada, feroz e capaz.
- Chandler Riggs como Carl Grimes, filho adolescente de Rick. Corajoso até demais, Carl começa a desenvolver uma mentalidade insensível em resposta ao cenário mortal de um mundo selvagem e novo. No entanto, ele também está emocionalmente conflituoso consigo mesmo por causa da brutalidade de suas escolhas anteriores no novo mundo.
- Danai Gurira como Michonne, uma mulher quieta e meticulosa, mas feroz, que recentemente se juntou ao grupo de Rick. Ela começou a criar vínculos com o grupo e compartilha um vínculo próximo com o filho de Rick, Carl, mas ainda é feroz e mantém segredo sobre seu passado.
- Melissa McBride como Carol Peletier, uma ex-vítima de abuso doméstico que se empoderou, mas tomou várias decisões sombrias e questionáveis em prol de seu grupo. Ela é a única sobrevivente conhecida do acampamento feminino de Atlanta.
- Scott Wilson como Hershel Greene, um ex-veterinário religioso e fazendeiro, que é protetor de suas filhas. Ele mantém sua fé apesar de muitos eventos trágicos e atua como bússola moral principal do grupo, além de uma figura de pai substituto para Rick e Glenn.
- David Morrissey como O Governador, o ex-líder de Woodbury, agora abandonada, e uma ameaça principal para a comunidade da prisão, sendo o principal antagonista da primeira metade da temporada. Agora se autodenomina "Brian Heriot". Ao se alarmar com suas maneiras frias, ele está tentando se redimir cuidando de uma família que encontra.

#### Também estrelando
- Emily Kinney como Beth Greene, uma adolescente de fala suave, filha mais nova de Hershel e meia-irmã mais nova de Maggie. Beth se tornou emocionalmente insensível, mas ainda é secretamente emocionalmente frágil, e mais tarde cria um vínculo com Daryl.
- Chad L. Coleman como Tyreese Williams, irmão mais velho pacificador de Sasha e um dos poucos sobreviventes de Woodbury, além de namorado de Karen.
- Sonequa Martin-Green como Sasha Williams, irmã mais nova de Tyreese, aparentemente feroz, implacável e fria, mas no fundo é uma jovem mulher compassiva. Ela também desenvolveu atração por Bob.
- Lawrence Gilliard Jr. como Bob Stookey, um ex-médico do exército que luta para se recuperar do alcoolismo. Ele também desenvolve uma atração por Sasha.

### Elenco de apoio

#### A Prisão
- Brighton Sharbino como Lizzie Samuels, uma menina jovem que se juntou à comunidade da prisão e sofre de problemas psicológicos, obcecada por walkers.
- Kyla Kenedy como Mika Samuels, irmã mais nova de Lizzie, que também se juntou à comunidade da prisão.
- Sunkrish Bala como Dr. Caleb Subramanian, um médico que se juntou à comunidade da prisão e é mais conhecido como "Dr. S".
- Luke Donaldson como Luke, um menino jovem que se juntou à comunidade da prisão.
- Sherry Richards como Jeanette, uma ex-residente de Woodbury que se juntou à comunidade da prisão.
- Vincent Martella como Patrick, um adolescente jovem que se juntou à comunidade da prisão.
- Melissa Ponzio como Karen, novo interesse amoroso de Tyreese e a única sobrevivente do massacre do exército de Woodbury.
- Kennedy Brice como Molly, uma menina jovem que desenvolve uma amizade com Lizzie, Mika e Luke.
- Victor McCay como Ryan Samuels, pai de Lizzie e Mika.
- Kyle Gallner como Zach, um sobrevivente que se juntou à comunidade da prisão e forma um relacionamento com Beth.

#### Família Chambler
- Alanna Masterson como Tara Chambler, uma aluna da academia de polícia que estava sobrevivendo com sua família antes de encontrar O Governador.
- Audrey Marie Anderson como Lilly Chambler, uma ex-enfermeira, mãe de Meghan e irmã de Tara, que desenvolve um relacionamento com O Governador.
- Danny Vinson como David Chambler, pai de Tara e Lilly, e avô de Meghan, que sofre de câncer terminal.
- Meyrick Murphy como Meghan Chambler, filha de Lilly, que começa a ver O Governador como uma figura paterna.

#### Acampamento de Martinez
- Jose Pablo Cantillo como Caesar Martinez, um dos aliados mais confiáveis d'O Governador, que lidera um novo grupo de sobreviventes.
- Kirk Acevedo como Mitch Dolgen, um ex-operador de tanque, que se juntou ao novo grupo de Martinez.
- Juliana Harkavy como Alisha, uma ex-membro da reserva do exército, que forma um relacionamento com Tara.
- Enver Gjokaj como Pete Dolgen, membro do grupo de Martinez e irmão de Mitch.

#### Grupo de Abraham
- Michael Cudlitz como Sgt. Abraham Ford, um ex-soldado que tenta levar Eugene para Washington, D.C. para deter o surto.
- Christian Serratos como Rosita Espinosa, uma jovem mulher hispânica, namorada de Abraham.
- Josh McDermitt como Dr. Eugene Porter, um cientista que afirma saber o que causou o surto e está sendo escoltado por Abraham e Rosita para autoridades governamentais em Washington, D.C.

#### Os Claimers
- Jeff Kober como Joe, líder de um pequeno grupo de saqueadores fortemente armados chamados de "Claimers", que vivem pela filosofia de "reivindicar" e é o principal antagonista da segunda metade da temporada.
- Davi Jay como Tony, braço direito de Joe e membro do grupo de Joe.
- Marcus Hester como Len, membro hostil do grupo de Joe, que antagoniza com Daryl.
- Keith Brooks como Dan, membro sexualmente deviante do grupo de Joe.
- Scott Dale como Lou, membro do grupo de Joe, o primeiro a enfrentar Rick.
- J. D. Evermore como Harley, membro do grupo de Joe.
- Eric Mendenhall como Billy, membro implacável do grupo de Joe.

#### Terminus
- Denise Crosby como Mary, uma residente do Terminus que recebe os sobreviventes que chegam lá.
- Andrew J. West como Gareth, o misterioso líder do Terminus.
- Tate Ellington como Alex, um membro do Terminus.

#### Diversos
- Kerry Condon como Clara, uma mulher misteriosa que Rick encontra na floresta.
- Robin Lord Taylor como Sam, um sobrevivente encontrado por Rick e Carol.
- Brina Palencia como Ana, uma sobrevivente que viaja com Sam, encontrada por Rick e Carol.
- Aldis Hodge como Mike, ex-namorado de Michonne, que aparece em um flashback.
- Brandon Fobbs como Terry, ex-amigo de Michonne, que aparece em um flashback.

Lennie James foi inicialmente anunciado para retornar como Morgan Jones, o primeiro encontro humano de Rick no apocalipse. No entanto, o showrunner Scott M. Gimple confirmou que ele não apareceria na quarta temporada, afirmando que suas palavras foram mal interpretadas. Apesar disso, Gimple afirmou que Morgan voltaria em temporadas posteriores. Morgan acabou retornando na quinta temporada da série, quinta temporada.

## Episódios
| N.º na série | N.º na temp. | Título                                                         | Dirigido por          | Escrito por                       | Exibição original       | Audiência (milhões) |
| --- | ------------ | -------------------------------------------------------------- | --------------------- | --------------------------------- | ----------------------- | ------------------- |
| 36 | 1            | "30 Days Without an Accident" "(30 Dias Sem Um Acidente)" (BR) | Greg Nicotero         | Scott M. Gimple                   | 13 de outubro de 2013   | 16.11               |
| O grupo de Rick trouxe os sobreviventes de Woodbury para a prisão, e Rick renunciou à liderança do grupo. A prisão tem sido um refúgio por muitos meses, enquanto Michonne continua procurando o Governador, temendo sua retaliação. Patrick, um dos novos sobreviventes, adoece fatalmente, morre e se reanima como um zumbi. |              |                                                                |                       |                                   |                         |                     |
| 37 | 2            | "Infected" "(Infectado)" (BR)                                  | Guy Ferland           | Angela Kang                       | 20 de outubro de 2013   | 13.95               |
| O morto-vivo Patrick consegue atacar outros sobreviventes em um bloco de celas, e o grupo é forçado a matar os mordidos e realocar os outros para um bloco diferente. Eles descobrem uma cepa mortal de gripe, trazida por porcos que Rick tentou criar, afetando alguns dos sobreviventes e que matou Patrick. Os infectados são isolados, temendo que reanimem quando morrerem. Tyreese descobre que sua namorada Karen e seu amigo David, ambos considerados infectados, foram mortos e queimados por alguém desconhecido. |              |                                                                |                       |                                   |                         |                     |
| 38 | 3            | "Isolation" "(Isolado)" (BR)                                   | Dan Sackheim          | Robert Kirkman                    | 27 de outubro de 2013   | 12.92               |
| A doença continua a se espalhar e Hershel assume a responsabilidade de ficar com os infectados para cuidar deles. Daryl lidera um grupo até uma faculdade veterinária próxima para recuperar remédios para curar a doença, embora no caminho, ouçam uma transmissão de rádio direcionando as pessoas para o "santuário". Rick descobre que Carol matou Karen e David, agindo por conta própria, mas para o bem dos sobreviventes. |              |                                                                |                       |                                   |                         |                     |
| 39 | 4            | "Indifference" "(Indiferença)" (BR)                            | Tricia Brock          | Matthew Negrete                   | 3 de novembro de 2013   | 13.31               |
| O grupo de Daryl conclui sua missão na faculdade, enquanto Rick e Carol procuram por suprimentos em uma área residencial local. Após tentar ajudar um casal a voltar para a prisão, apenas para a esposa morrer e o marido desaparecer, Rick diz a Carol que ela não pode voltar retornar com ele e os dois seguem caminhos separados. |              |                                                                |                       |                                   |                         |                     |
| 40 | 5            | "Internment" "(Internamento)" (BR)                             | David Boyd            | Channing Powell                   | 10 de novembro de 2013  | 12.20               |
| Os sobreviventes infectados começam a sucumbir à doença e se reanimam como zumbis, forçando os sobreviventes a começarem a matar seus amigos. O grupo de Daryl retorna a tempo de Hershel e Bob ajudarem a administrar o remédio e curar os infectados restantes. A ausência de Carol no grupo é notada, mas Rick só confidencia sua escolha a alguns poucos. Enquanto os sobreviventes se recuperam e tentam retomar uma rotina regular, eles não notam que estão sendo observados à distância pelo Governador. |              |                                                                |                       |                                   |                         |                     |
| 41 | 6            | "Live Bait" "(Isca Viva)" (BR)                                 | Michael Uppendahl     | Nichole Beattie                   | 17 de novembro de 2013  | 12.00               |
| Em um episódio de flashback, o Governador é abandonado por Martinez e Shumpert após seu ataque à prisão. Ele incendeia Woodbury e depois encontra os Chamblers, Lilly, Tara, a filha de Lilly, Meghan, e seu pai moribundo. Ele esconde sua identidade enquanto os ajuda a lidar com o pai e os três optam por sair com ele quando ele segue em frente. Eles encontram outro grupo de sobreviventes - esse liderado por Martinez. |              |                                                                |                       |                                   |                         |                     |
| 42 | 7            | "Dead Weight" "(Peso Morto)" (BR)                              | Jeremy Podeswa        | Curtis Gwinn                      | 24 de novembro de 2013  | 11.29               |
| Ainda em flashback, Martinez reconhece que o Governador assumiu uma nova identidade e explica em particular como encontrou esse novo grupo e seu arsenal de armas. O Governador percebe que o grupo está fraco e, com o poder de seu arsenal, acredita que pode garantir a prisão como refúgio para os Chamblers. Ele mata Martinez e seu braço direito, assumindo o comando do grupo e organiza a ida para a prisão. O Governador, observando a prisão, vê Michonne e Hershel do lado de fora da cerca, queimando os corpos dos infectados. |              |                                                                |                       |                                   |                         |                     |
| 43 | 8            | "Too Far Gone" "(Longe Demais)" (BR)                           | Ernest Dickerson      | Seth Hoffman                      | 1 de dezembro de 2013   | 12.05               |
| O Governador captura Michonne e Hershel e desafia Rick e os outros a abandonarem a prisão. Embora Rick ofereça coexistência, o Governador recusa, decapita Hershel e tiros são disparados. No meio da batalha, Lilly corre até o Governador com o corpo de Meghan, que foi mordida por um zumbi enquanto brincava. O Governador atira em Meghan para impedi-la de se reanimar e, em seguida, ordena um ataque total à prisão, derrubando suas cercas e permitindo a entrada de uma horda de mortos. Os sobreviventes na prisão são obrigados a se dispersar quando não conseguem mais manter suas defesas. Ao mesmo tempo, Rick e o Governador se envolvem em uma briga mano a mano em que este último ganha a vantagem, apenas para ser mortalmente esfaqueado por Michonne antes de conseguir matar Rick. Rick escapa com Carl, enquanto o Governador agonizando é abordado e executado por Lilly. |              |                                                                |                       |                                   |                         |                     |
| 44 | 9            | "After" "(Depois)" (BR)                                        | Greg Nicotero         | Robert Kirkman                    | 9 de fevereiro de 2014  | 15.76               |
| Carl ajuda seu pai ferido, Rick, enquanto eles fogem da prisão e temem ter perdido Judith. Eles se abrigam em uma casa suburbana e Rick desmaia de exaustão. Carl busca suprimentos em casas próximas. Michonne, encontrando a prisão invadida e sem sinal dos sobreviventes, parte sozinha, mas chega a uma epifania sobre seu propósito e segue o rastro de Carl e Rick, reunindo-se a eles na casa onde estão se abrigando. |              |                                                                |                       |                                   |                         |                     |
| 45 | 10           | "Inmates" "(Reclusos)" (BR)                                    | Tricia Brock          | Matthew Negrete & Channing Powell | 16 de fevereiro de 2014 | 13.34               |
| Daryl ajuda a proteger Beth enquanto eles fogem e procuram por sobreviventes. Tyreese, tendo salvado Judith, escolta as jovens irmãs Lizzie e Mika e logo é acompanhado por Carol. Maggie, Sasha e Bob encontram o ônibus da prisão, com os sobreviventes dentro mortos e reanimados como zumbis, embora Maggie fique aliviada ao saber que Glenn não está entre eles. Glenn, tendo sido deixado para trás na prisão, encontra a assustada Tara e a ajuda a se encaminhar para a segurança, encontrando Abraham, Eugene e Rosita durante suas viagens. |              |                                                                |                       |                                   |                         |                     |
| 46 | 11           | "Claimed" "(Reivindicado)" (BR)                                | Seith Mann            | Nichole Beattie & Seth Hoffman    | 23 de fevereiro de 2014 | 13.12               |
| Enquanto Rick, Carl e Michonne descansam, sua casa é descoberta por um grupo de homens chamados Claimers e eles são forçados a abandoná-la, encontrando depois sinais que indicam "Terminus" ao longo das vias férreas. Glenn e Tara descobrem que Abraham e Rosita estão escoltando Eugene para Washington, D.C., pois ele sabe como deter o surto de zumbis quando chegarem lá. |              |                                                                |                       |                                   |                         |                     |
| 47 | 12           | "Still" "(Ainda)" (BR)                                         | Julius Ramsay         | Angela Kang                       | 2 de março de 2014      | 12.61               |
| Beth continua a viajar com Daryl e fica abalada por pensar que pode morrer antes de tomar uma bebida alcoólica, algo que Hershel a impediu de fazer. Depois de vasculharem um clube campestre e só encontrarem schnapps de pêssego, Daryl a leva a uma cabana que ele havia encontrado anteriormente e que era usada para fazer moonshine, e diz a ela que isso é uma bebida adequada. À medida que ficam embriagados, Daryl fala tristemente sobre seu passado e o que Merle significava para ele. Eles decidem incendiar a cabana como uma forma de deixar seu passado para trás. |              |                                                                |                       |                                   |                         |                     |
| 48 | 13           | "Alone" "(Sozinho)" (BR)                                       | Ernest Dickerson      | Curtis Gwinn                      | 9 de março de 2014      | 12.65               |
| Ao seguirem os sinais para Terminus, Maggie, Sasha e Bob discordam sobre o que devem fazer. Maggie, ainda ansiosa pelo destino de Glenn, parte sozinha. Bob sai para seguir o rastro dela, enquanto Sasha decide permanecer em uma pequena cidade e, finalmente, salva Maggie de uma horda de zumbis e concorda em continuar com ela. Daryl e Beth encontram uma igreja onde se abrigam, mas quando a igreja é invadida pelos mortos, Daryl protege a fuga de Beth, que é capturada por alguém em um carro com uma cruz branca no vidro traseiro. Daryl é subitamente encontrado por outro grupo de homens. |              |                                                                |                       |                                   |                         |                     |
| 49 | 14           | "The Grove" "(O Bosque)" (BR)                                  | Michael E. Satrazemis | Scott M. Gimple                   | 16 de março de 2014     | 12.87               |
| Tyreese, Carol, Lizzie, Mika e Judith seguem os sinais para Terminus e encontram uma cabana onde planejam descansar por um tempo. Tyreese e Carol descobrem que Lizzie tem uma fascinação doentia pelos mortos. Mais tarde, ao voltarem com suprimentos, eles descobrem que Lizzie matou Mika e está prestes a matar Judith, esperando que elas voltem como zumbis. Carol e Tyreese concordam que Lizzie é muito perigosa para continuar com eles e Carol a executa. Carol revela ter matado a namorada de Tyreese, Karen, o que ele a perdoa. Eles deixam a cabana e continuam em direção a Terminus. |              |                                                                |                       |                                   |                         |                     |
| 50 | 15           | "Us" "(Nós)" (BR)                                              | Greg Nicotero         | Nichole Beattie & Seth Hoffman    | 23 de março de 2014     | 13.47               |
| Glenn, Tara, Abraham, Eugene e Rosita continuam em direção a Terminus e encontram um sinal perto de um túnel escrito por Maggie para Glenn. Abraham teme que o túnel seja perigoso demais, mas Glenn e Tara prosseguem. Eles são cercados por zumbis, mas são salvos por Maggie, Sasha e Bob; o grupo combinado continua em direção a Terminus como um ponto de parada em direção a Washington, D.C. Eles encontram Terminus e são recebidos de braços abertos. Daryl é forçado a viajar com os homens que o capturaram, os mesmos Claimers que Rick encontrou, e descobre que estão seguindo o rastro de Rick por terem matado um de seus companheiros. |              |                                                                |                       |                                   |                         |                     |
| 51 | 16           | "A"                                                            | Michelle MacLaren     | Scott M. Gimple & Angela Kang     | 30 de março de 2014     | 15.68               |
| Os Claimers alcançam Rick, Carl e Michonne, mas quando ameaçam estuprar Michonne e Carl, são mortos por Rick e Daryl. Os quatro continuam em direção a Terminus, mas Rick está desconfiado e esconde suas armas antes de entrar. Lá dentro, eles são guiados por Gareth, que os recebe. Rick vê equipamentos pertencentes aos outros sobreviventes e exige saber o que está acontecendo. O grupo de Rick é forçado a entrar em um vagão de trem sob a mira de armas, onde se encontram com Glenn, Maggie, Sasha, Bob, Tara, Abraham, Eugene e Rosita, todos também prisioneiros dos moradores de Terminus. Rick afirma que eles escolheram as pessoas erradas para mexer. |              |                                                                |                       |                                   |                         |                     |

## Produção
Uma quarta temporada da série, composta por 16 episódios, foi confirmada em dezembro de 2012. A produção começou em Senoia, Geórgia em 6 de maio de 2013. Em julho de 2013, foi relatado que David S. Goyer dirigiria o penúltimo episódio da temporada, no entanto, Goyer não dirigiu o episódio devido a conflitos de agenda. Greg Nicotero, que substituiu Goyer, dirigiu três episódios da temporada, enquanto Tricia Brock e Ernest Dickerson dirigiram dois episódios cada. Michelle MacLaren retornou nesta temporada para dirigir o final da temporada, após ter dirigido episódios nas temporadas um e dois. O co-criador da história em quadrinhos, Robert Kirkman, escreveu dois episódios da temporada. As filmagens foram concluídas em 23 de novembro de 2013.

### Inspirações
Em uma entrevista com o showrunner Scott Gimple, ele compartilha: "A inspiração final para The Walking Dead é a história em quadrinhos. Às vezes, podemos nos afastar muito da história em quadrinhos, mas frequentemente, no final das contas, servimos à história em quadrinhos. E mesmo quando nos afastamos dela, somos inspirados por ela - e também pelos romances. E além disso, por todas as coisas ótimas que consumimos ao longo do caminho, desde filmes de zumbis até Star Wars, a outras histórias em quadrinhos até filmes realmente sofisticados como A Grande Ilusão e Tubarão. E também, realmente, pela história mundial. A trama da praga foi inspirada tanto em A Peste de Camus quanto em outras histórias sobre a praga que ouvi em Edimburgo. Mas realmente, tudo começa com a história em quadrinhos."

### Webepisódios
Após as duas séries de webepisódios anteriores em 2011 e 2012, outro conjunto de webepisódios intitulado The Oath foi lançado em 1º de outubro de 2013.

### Talking Dead
Uma terceira temporada do talk show ao vivo foi ao ar junto com a quarta temporada de The Walking Dead.

## Recepção

### Resposta crítica
A quarta temporada de The Walking Dead foi bem recebida pelos críticos. No Metacritic, a temporada possui uma pontuação de 75 em 100, indicando "críticas geralmente favoráveis", com base em 16 críticos. No Rotten Tomatoes, a temporada possui uma taxa de aprovação de 81%, com uma classificação média de 7,60 de 10 com base em 32 avaliações. O consenso crítico do site diz: "Constantemente emocionante, com desenvolvimento sólido de personagens e gore suficiente para agradar aos fãs do estilo grindhouse, esta temporada de The Walking Dead continua a demonstrar por que é um dos melhores programas de terror na televisão."
| - 4ª temporada (2013–14): Porcentagem de avaliações positivas rastreadas pelo site Rotten Tomatoes | |
| | Esta página contém um gráfico que utiliza a extensão <graph>. A extensão está temporariamente indisponível e será reativada quando possível. Para mais informações, consulte o ticket T334940. |

### Prêmios
Para o 40º Saturn Awards, a quarta temporada de The Walking Dead recebeu quatro indicações e três prêmios. Os prêmios foram para Melhor Série de Televisão Sindicada/Cabo, Melhor Atriz Coadjuvante em Televisão (Melissa McBride) e Melhor Atuação de um Ator Jovem em uma Série de Televisão (Chandler Riggs). A única outra indicação foi para Melhor Participação Especial em Televisão (David Morrissey).
A temporada também recebeu duas indicações para o 66º Primetime Creative Arts Emmy Awards: Edição de Som Excepcional para uma Série ("Too Far Gone") e Efeitos Visuais Especiais Excepcionais em um Papel de Apoio ("30 Days Without an Accident").

 Além disso, a temporada também foi indicada para Melhor Performance de um Conjunto de Dublês em uma Série de Televisão no 20º e 21º Screen Actors Guild Awards para ambas as metades da temporada, respectivamente.
 Melissa McBride foi indicada como Melhor Atriz Coadjuvante em uma Série Dramática no 4º Critics' Choice Television Awards.

### Audiência
| №  | Título                        | Exibição original       | Rating/share (18–49) | Audiência (em milhões) |
| -- | ----------------------------- | ----------------------- | -------------------- | ---------------------- |
| 1  | "30 Days Without an Accident" | 13 de outubro de 2013   | 8.2                  | 16.11                  |
| 2  | "Infected"                    | 20 de outubro de 2013   | 7.1                  | 13.95                  |
| 3  | "Isolation"                   | 27 de outubro de 2013   | 6.8                  | 12.92                  |
| 4  | "Indifference"                | 3 de novembro de 2013   | 6.8                  | 13.31                  |
| 5  | "Internment"                  | 10 de novembro de 2013  | 6.2                  | 12.20                  |
| 6  | "Live Bait"                   | 17 de novembro de 2013  | 6.0                  | 12.00                  |
| 7  | "Dead Weight"                 | 24 de novembro de 2013  | 5.7                  | 11.29                  |
| 8  | "Too Far Gone"                | 1º de dezembro de 2013  | 6.1                  | 12.05                  |
| 9  | "After"                       | 9 de fevereiro de 2014  | 8.2                  | 15.76                  |
| 10 | "Inmates"                     | 16 de fevereiro de 2014 | 6.8                  | 13.34                  |
| 11 | "Claimed"                     | 23 de fevereiro de 2014 | 6.6                  | 13.12                  |
| 12 | "Still"                       | 2 de março de 2014      | 6.4                  | 12.61                  |
| 13 | "Alone"                       | 9 de março de 2014      | 6.3                  | 12.65                  |
| 14 | "The Grove"                   | 16 de março de 2014     | 6.4                  | 12.87                  |
| 15 | "Us"                          | 23 de março de 2014     | 6.7                  | 13.47                  |
| 16 | "A"                           | 30 de março de 2014     | 8.0                  | 15.68                  |